# Auer Zunft
Die Auer Zunft, auch Vorarlberger Schule, war eine Vereinigung von Vorarlberger Bauhandwerkern, die 1651 in Au gegründet wurde und bis 1842 bestand. Diese Zunft beeinflusste die Baukunst des Barock im süddeutschen Raum mit ihren Kirchenbauten, Klöstern und Profanbauten wesentlich. Eine Zusammenarbeit der Bauhandwerker ergab sich zwangsläufig aus den Aufträgen, insbesondere mit den Handwerkern und Meistern der Wessobrunner Schule.

## Vorgeschichte
Die Bauhandwerker aus Vorarlberg waren 1459 der Straßburger Hütte zugeteilt worden. Umgeben war das schmale Gebiet Vorarlberg von den Handwerkern der Wiener Hütte im Osten und dem eidgenössischen Hüttenbereich im Westen. Nach der Konsolidierung der habsburgischen Territorialbildung schied Straßburg als Hüttenvorort aus und das tirolische Innsbruck wurde Sitz der den Vorarlbergern übergeordneten Hauptzunft und Hauptlade.
Mit der Errichtung des Renaissanceschlosses Palast Hohenems durch den Baumeister Martino Longhi den Älteren begann ein regelrechter Aufschwung im Baugewerbe Vorderarlbergs. Zudem lebte ausgehend von Stift Einsiedeln im Schweizer Kanton Schwyz ab 1606 ein enormer Baueifern in den Klöstern auf. So kam es ab 1623 zu einer größeren Umgestaltung der Stiftskirche in St. Gallen. 1627 begann die Planung für eine Stiftskirche in Weingarten. Die Vorarlberger und Graubündner Baumeister wurden geprägt von der Dillinger Jesuitenschule und dem 1649 in Feldkirch gegründeten Jesuitenkolleg St. Nikolaus (1649–1773).
In diese Einflusssphäre gerieten der in Au-Argenau geborene Michael Beer (1605–1666) und der Baumeister Michael Kuen (1610–1686) aus der Herrschaft Hohenegg, der sich 1634 in Bregenz niederließ. Beiden wird ein entscheidender Einfluss auf das Vorarlberger Bauwesen zugesprochen.

## Auer Zunft

### Gründung
Michael Beer hatte seine Lehrzeit in Niederösterreich und in Bregenz absolviert und bekam Aufträge in Bludesch, Bludenz und Rankweil.
Er gründete 1651 die Auer Laadt, die neben der Bregenzer, Jagdberg/Walgauer und Montafoner Zunft die größte Vorarlbergs wurde. Später schloss man sich den Satzungen der 1697 erlassenen allgemeinen Vorarlberger Maurer- und Steinmetzordnung an.
Dieser Zunft schlossen sich auch Bauhandwerker der umliegenden Ortschaften wie Bezau und Schoppernau an.
Auswertungen der Zunftbücher ergaben, dass von 1670 bis 1699 anscheinend 94 Prozent der erwachsenen männlichen Bevölkerung von Au und Schoppernau im Baugewerbe tätig waren.

### Zunftordnung
Die Auer Zunft war sowohl Berufsverband als auch kirchliche Bruderschaft. In ihr waren Maurer, Stuckateure, Zimmerleute, Steinmetzen und Maler eingeschrieben. Die Zunftordnung regelte die Ausbildung der Lehrlinge und Tätigkeiten der Gesellen. Für die Maurer war eine dreijährige Ausbildung vorgesehen, die nach den Auer Aufzeichnungen zwischen dem 14. und 19. Lebensjahr begonnen wurde. Ein viertes Lehrjahr auf die Maurerlehre war der Ausbildung der Steinmetzen vorbehalten. Je nach Alter, nach oder neben der Volksschule, wurden die Lehrlinge durch die Meister in Technik und Statik, Materialkunde, Geometrie, Zeichnen und Kostenberechnung unterrichtet. Je Meister waren maximal zwei Lehrlinge erlaubt. Die Frei- oder Ledigsprechung zum Gesellen erfolgte am ersten Sonntag nach dem Dreikönigsfest. Zwischen 1650 und 1787 sind in der Kirchengemeinde Au 1814 Ledigsprechungen verzeichnet,
Nach der Ledigsprechung begaben sich die Bauhandwerker auf eine zweijährige Gesellenwanderschaft zur Vervollkommnung ihrer Fertigkeiten. Dann konnte der Geselle zum Parlier (Polier) aufsteigen. Diese Stellung war Voraussetzung zur Sesshaftigkeit, zur Ehefähigkeit und zur Erlangung des Meisterrechts.
Die Auer Ordnung untersagte innerhalb der Zunft den unlauteren Wettbewerb. So wurden selbst an entferntesten Baustellen in erster Linie Zunftmitglieder beschäftigt. Die Mannschaften wurden im Winter von Meistern und Parlieren für das kommende Frühjahr zusammengestellt. Die Baumeister waren häufig gleichzeitig auch Bauunternehmer. Die Vermittlung von Erfahrungen, Anforderungen und Aufgaben erfolgte innerhalb der Familienverbände. Väter wurden zu Lehrern ihrer Söhne, sie arbeiteten gemeinsam auf den Baustellen und die Söhne vollendeten begonnene Bauten nach dem Ableben des Vaters.
Beziehungen zu Bauherrschaften wurden intensiv gepflegt und so kam man zu weiteren Aufträgen für Familien- und Zunftmitglieder.

### Saisonwanderung
Die Saisonarbeit zu den oft sehr weit entfernten Baustellen währte in der Regel vom März bis spätestens Martini, dem 11. November eines Jahres. Im Frühjahr zogen Scharen von Bauleuten zu dem Sammelplatz westlich von Hittisau, dem Roten Berg. Hittisau liegt inmitten einer Dreitälerschlucht mit Wegen ins Rheintal, nach Oberstaufen im Allgäu und in den vorderen Bregenzer Wald. Die Meister zogen meist zu Pferd. Ein Bericht aus der Schoppernauer Pfarrchronik von 1729 verdeutlicht das Ausmaß der Saisonwanderung. Hier heiß es, Peter Thumb habe 200 Balliergesellen und Buben ins Elsass mitgenommen.
Dieses Hinauswandern in fremde Gebiete brachte nicht nur einen materiellen Gewinn für die Familien der Bauhandwerker, darüber hinaus erweiterte es den beruflichen Erfahrungsschatz dieser. Auer Bauleute sind bisher an über 800 Kirchen, Klöstern und Profangebäuden nachgewiesen. Ihrer Arbeit gingen sie im gesamten süddeutschen Raum nach, in Oberschwaben, am Bodensee, am Oberrhein, in der Ortenau, in der Pfalz, im Saarland, am Mittelrhein, in Mainfranken, in Bayern, aber auch im Elsass, der Schweiz, in Böhmen, Ungarn und Russland.
Die Aufträge ergaben sich aus Verbindungen zu Klöstern, Bischöfen und Regenten.

## „Auer Lehrgänge“
Die Auer Lehrgänge sind ein zweibändiges Werk zur Aus- und Weiterbildung der Handwerker, die um das Jahr 1720 entstanden.
Der erste Band wurde 1948 durch den Schuldirektor Gebhard Albrecht im Haus der Familie Aberer in Schoppernau gefunden. Der zweite Band war in Besitz der Familie Feuerstein aus Au-Schrecken.
Die Bände beinhalten die Perspektivlehre Andrea Pozzos (1642–1709). Pozzo war Laienbruder des Jesuitenordens und ein führender Theoretiker der illusionistischen Malerei seiner Zeit. Darüber hinaus beinhalten sie Nachzeichnungen der Formenlehre von Augustin-Charles d’Aviler (1653–1701) in der Übersetzung von Leonhard Christoph Sturm (1669–1719), die den Titel „Ausführliche Anleitung zu der gantzen Civil-Baukunst“ trägt. Beigebunden sind Musterzeichnungen, Baupläne, Grundrisse und Vorlagen mit Entstehungsdaten zwischen 1699 und 1725.
Das von den Auer Baumeistern entwickelte und von ihnen bevorzugte Vorarlberger Münsterschema geht auch auf die Werke des italienischen Barockarchitekten Giacomo Barozzi da Vignola (1507–1573) zurück. Das Standardwerk über Vignolas Theorien „Grund-Regeln über Die Fünf Säulen“, abgefasst von dem sächsischen Ingenieur und Architekten Johann Rudolph Fäsch (1680–1749) erschien erst ab 1720 und fand ebenfalls Eingang in die Auer Lehrgänge.

## Kritik
Der familiäre Zusammenhalt der Vorarlberger Bauhandwerker und ihre Festschreibungen im Zunftwesen beeinflusste die frühere Beurteilung ihrer Leistungen teils negativ. Vor allem der Architekt und Kunsthistoriker Cornelius Gurlitt (1850–1938) beförderte mit seiner 1889 erschienenen „Geschichte des Barockstils und des Rococo in Deutschland“ diese Sichtweise über Jahrzehnte hinweg. Der Vorwurf lautete, die Vorarlberger Baumeister haben einem Barock angehängt und diesen noch zu Zeiten gepflegt, in welcher im übrigen Deutschland die abwägende Art der Franzosen schon überall die Geister mit seiner Regelrichtigkeit umfangen hielt. Gurlitt spielte damit auf das sich etwa ab 1720 in Frankreich entwickelnde Rokoko an.
Die jüngere Forschung hält hingegen fest, dass die Vorarlberger Baumeister in ihrer Architektur zwar wesentlich an generationslanger Erfahrung festhielten, dass sie aber in hinreichendem Maße trotz Bindung an Sippe und Zunft Öffnungen und Entwicklungsmöglichkeiten wahrnahmen. Berücksichtigt man die Entwicklungen und Veränderungen ihrer Baukunst, so entsteht ein weit differenzierteres Bild, als dies mit der aus den Hinterländern zu Thal ziehenden Schaar von Baumeistern suggeriert worden war.

## Museum
2021 wurde das Barockbaumeister Museum in Au eröffnet. Es befindet sich im renovierten „Kurathus“.
Das Barockbaumeister Museum beschäftigt sich mit der Gründungsgeschichte der „Auer Zunft“ und das Wirken der Barockbaumeister und darüber hinaus auch mit der zeitgenössischen Gestaltungskompetenz der Mitglieder der Handwerkerzunft Au. Themen wie das Denken in Kooperativen, Qualitätsbewusstsein und das Modell des überregionalen Kompetenztransfers werden beleuchtet. Darüber hinaus erzählt das Barockbaumeister Museum ein Stück Orts- und Regionalgeschichte.

## Baumeister
(alphabetische Reihenfolge)
- Beer (Architektenfamilie)
  - Michael Beer
  - Franz Beer
  - Franz Anton Beer
  - Franz Beer von Au
  - Johann Michael Beer von Bildstein
  - Johann Michael Beer von Bleichten
  - Valerian Brenner
- Moosbrugger (Familie)
  - Andreas Moosbrugger
  - Caspar Moosbrugger
  - Peter Anton Moosbrugger
- Thumb (Architektenfamilie)
  - Michael Thumb
  - Peter Thumb
- Hans Willam

Franz Dieth hat in seiner Aufstellung Die führenden Geschlechter der Auer Zunft insgesamt 50 Familien aufgezählt, die mit 1796 Meistern 3428 Ledigsprechungen bezeugten.

## Hauptwerke der Auer Baumeister
Zur Ausstellung Vorarlberger Barockbaumeister im Sommer 1990 in der Gemeinde Au publizierte Helmut Swozilek, damaliger Direktor des Vorarlberger Landesmuseums, eine Übersicht der Hauptwerke der Auer Baumeister.

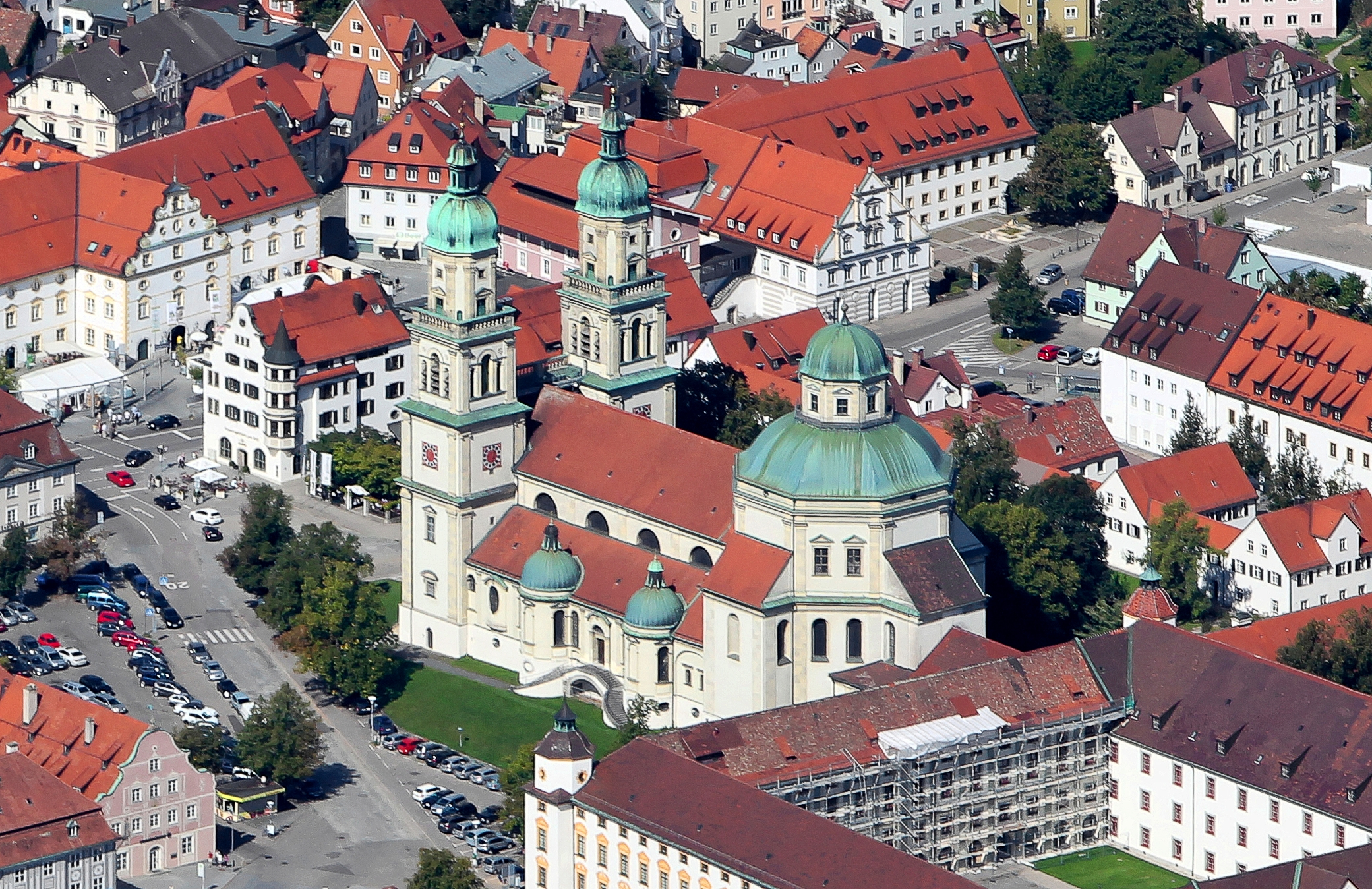
Stiftskirche St. Lorenz, Kempten/DE
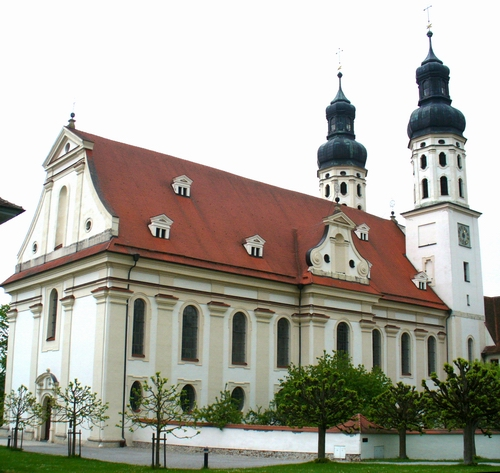
Stiftskirche St. Peter und Paul, Obermarchtal/DE
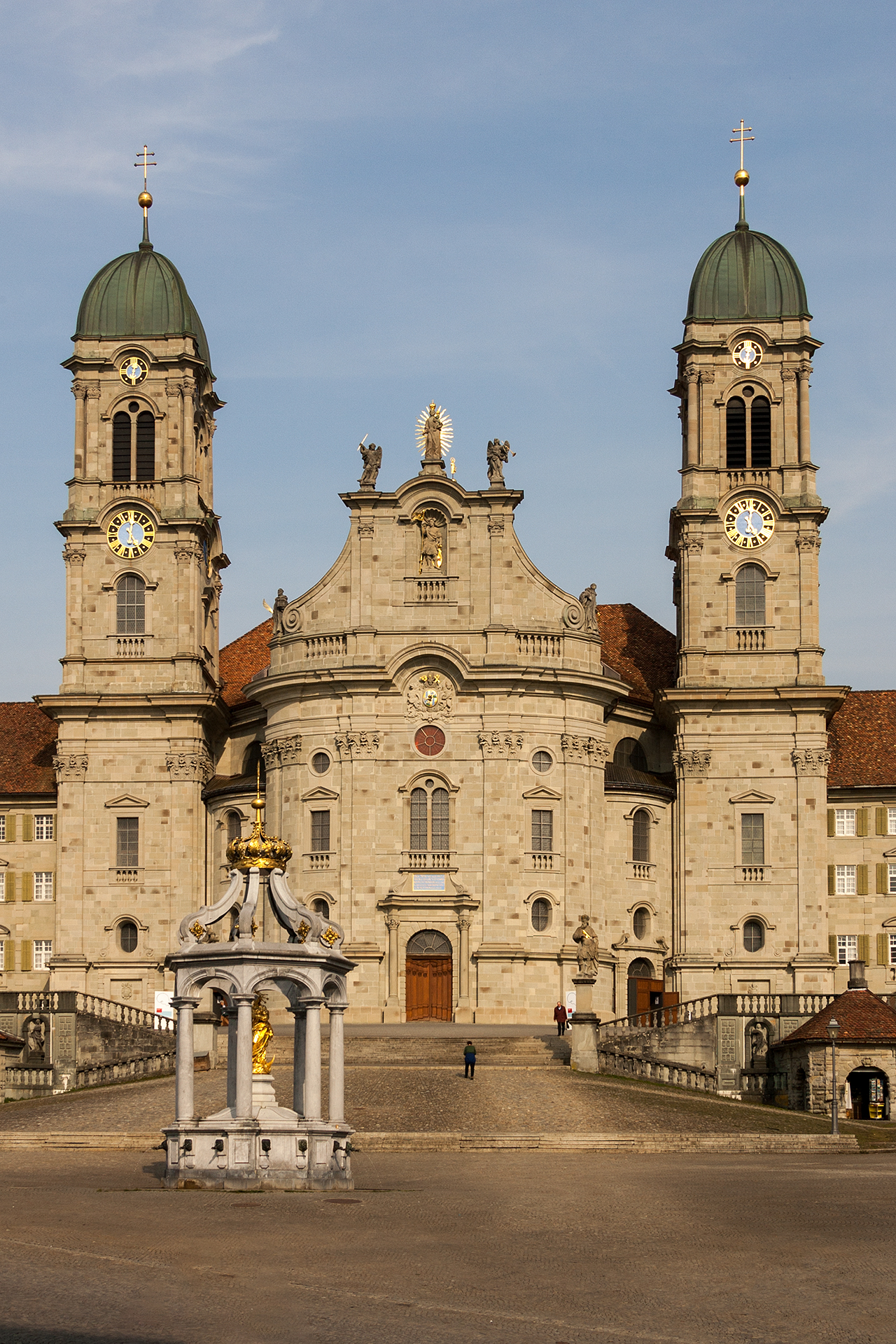
Stiftskirche Mariä Himmelfahrt, Kloster Einsiedeln/CH
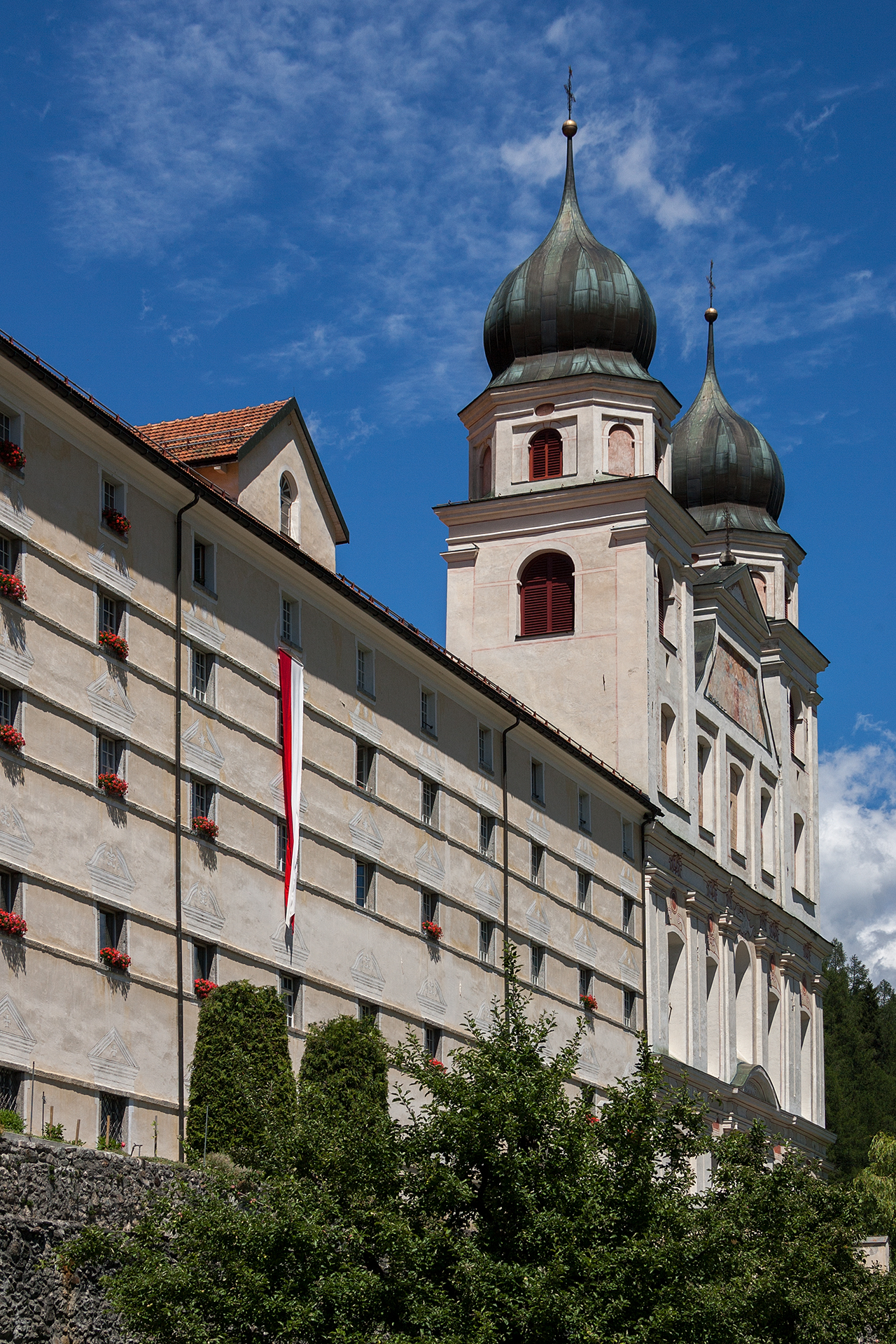
Stiftskirche St. Martin, Disentis/CH
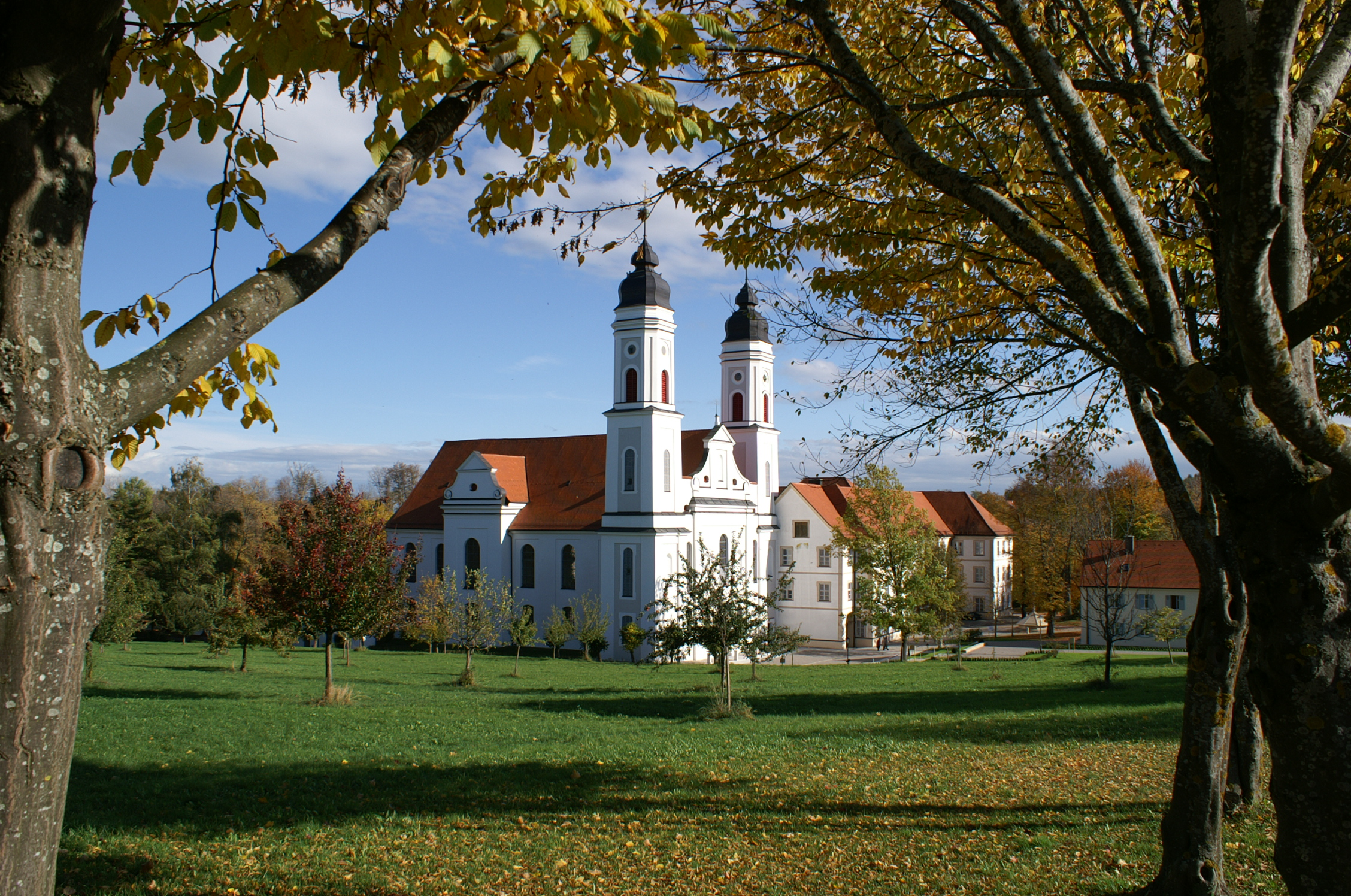
Stiftskirche Mariä Himmelfahrt, Irsee/DE
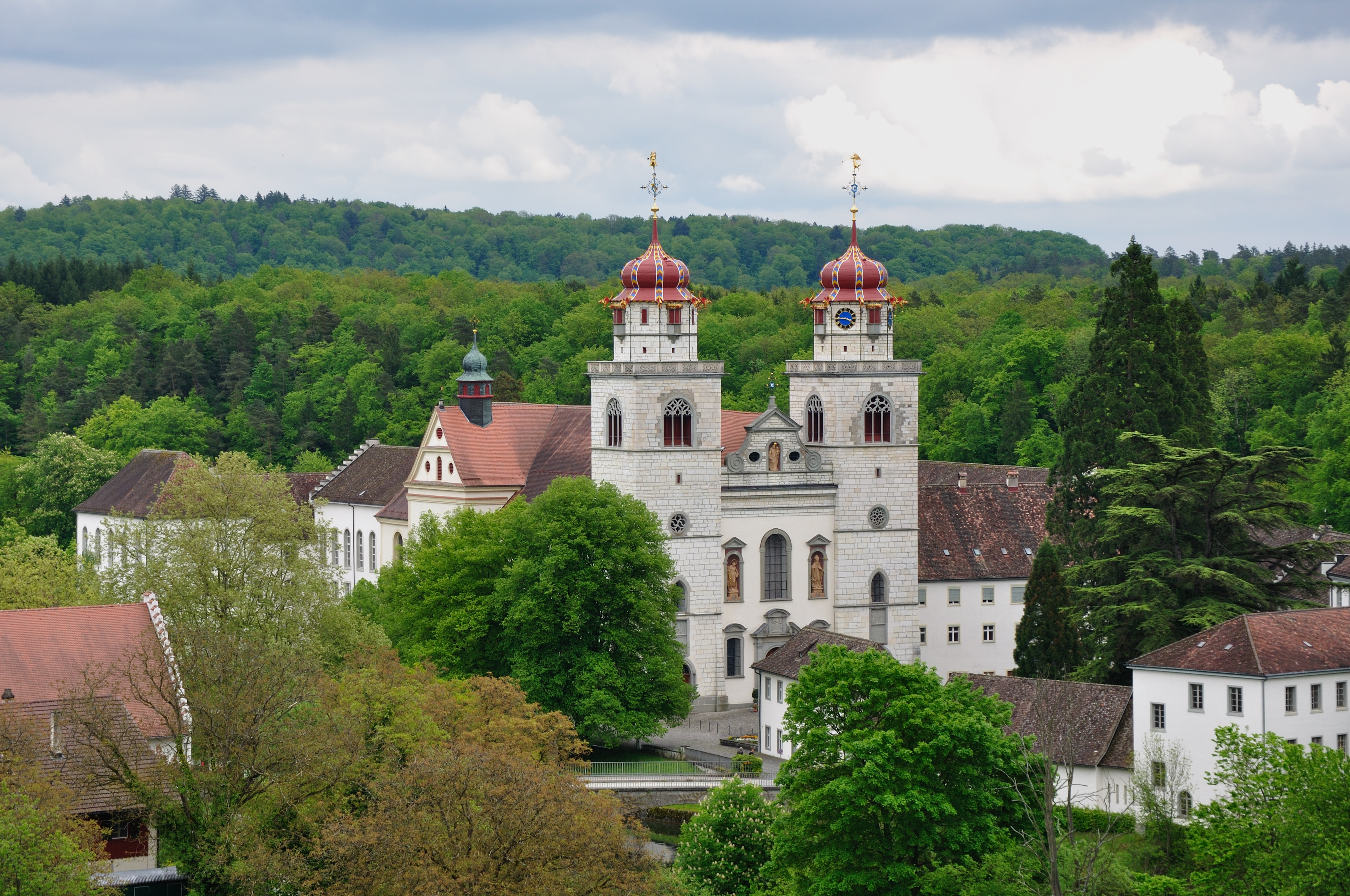
Stiftskirche Mariä Himmelfahrt, Rheinau/CH
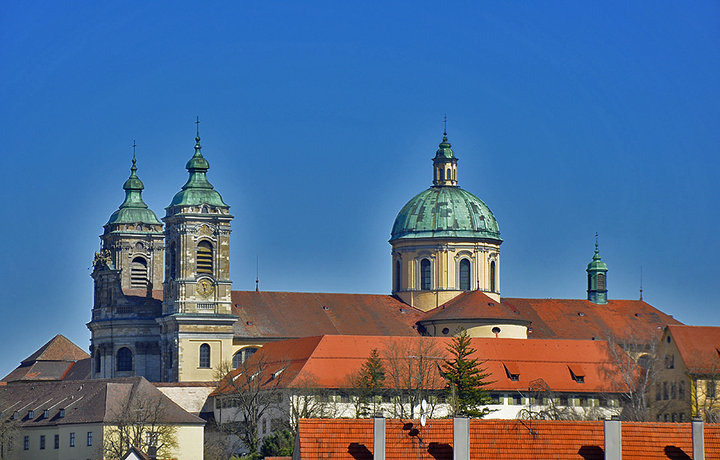
Stiftskirche St. Martin, Weingarten/DE
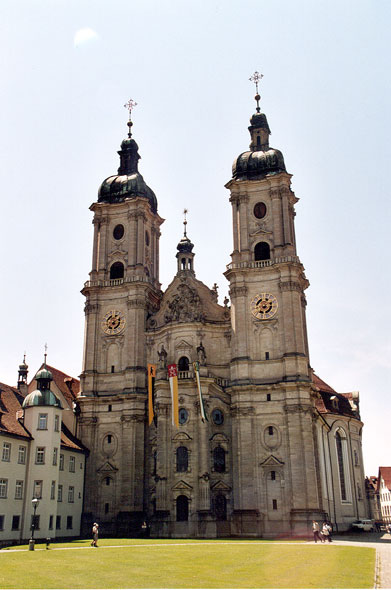
Stiftskirche St. Gallus und St. Otmar, St. Gallen/CH
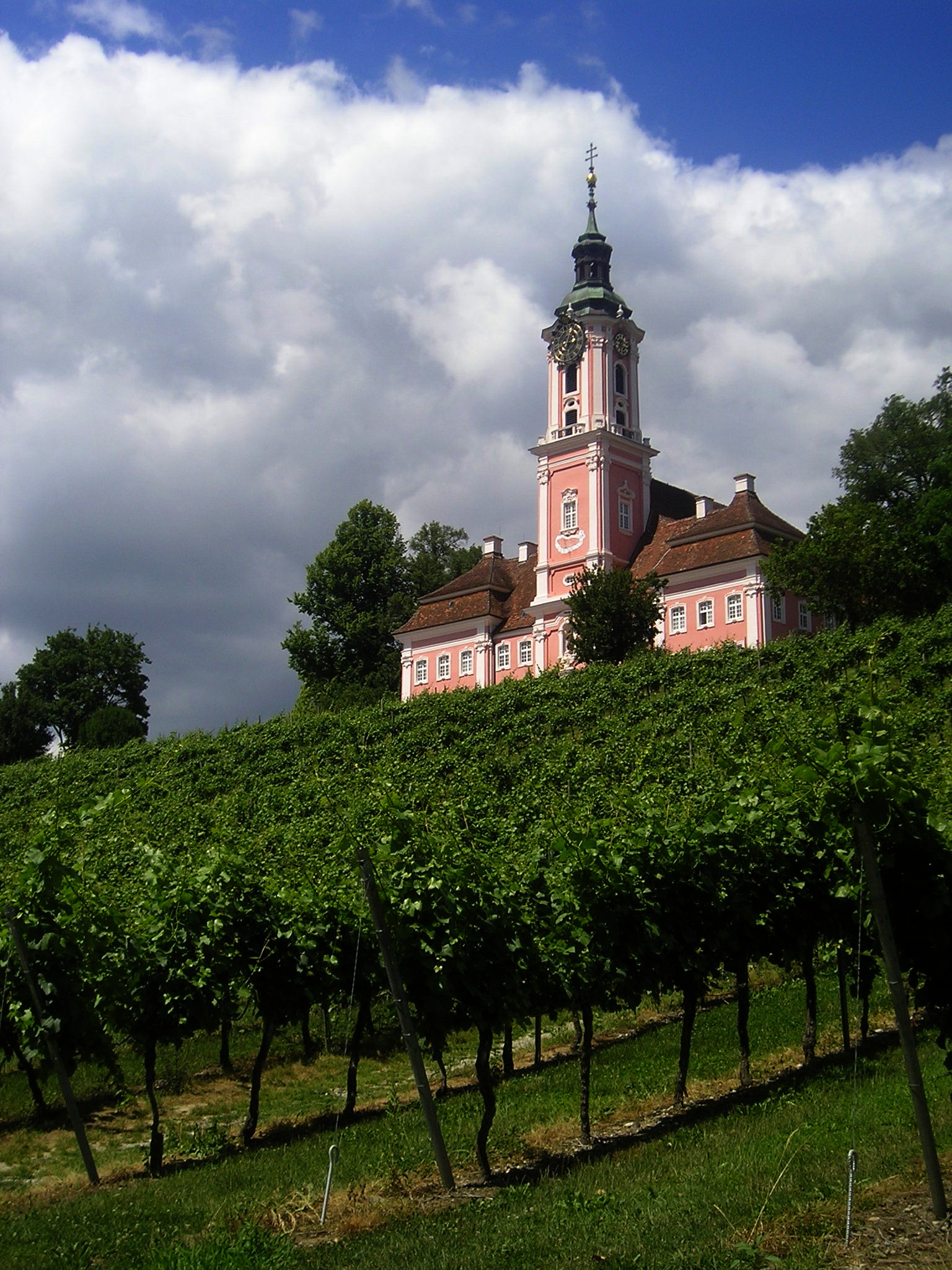
Prioratskirche Unsere Liebe Frau, Birnau/DE

## Weitere bekannte Meister der Auer Zunft

### Stuckateure und Maler
- Andreas Moosbrugger
- Peter Anton Moosbrugger
- Jodok Friedrich Wilhelm
- Hieronymus Moosbrugger